# Taiban
Taiban è una comunità non incorporata della contea di De Baca, Nuovo Messico, Stati Uniti. Si trova sulla New Mexico State Road 252 alle U.S. Routes 60 e 84. Fondata nel 1906 come comunità di allevatori, prende il nome dal vicino Taiban Creek.
La città è famosa per essere stata la posizione in cui Pat Garrett catturò Billy the Kid e i suoi associati il 23 dicembre 1880.